# Lithocarpus licentii
Lithocarpus licentii är en bokväxtart som beskrevs av Aimée Antoinette Camus. Lithocarpus licentii ingår i släktet Lithocarpus och familjen bokväxter. Inga underarter finns listade.